# James Brooks (Maler)

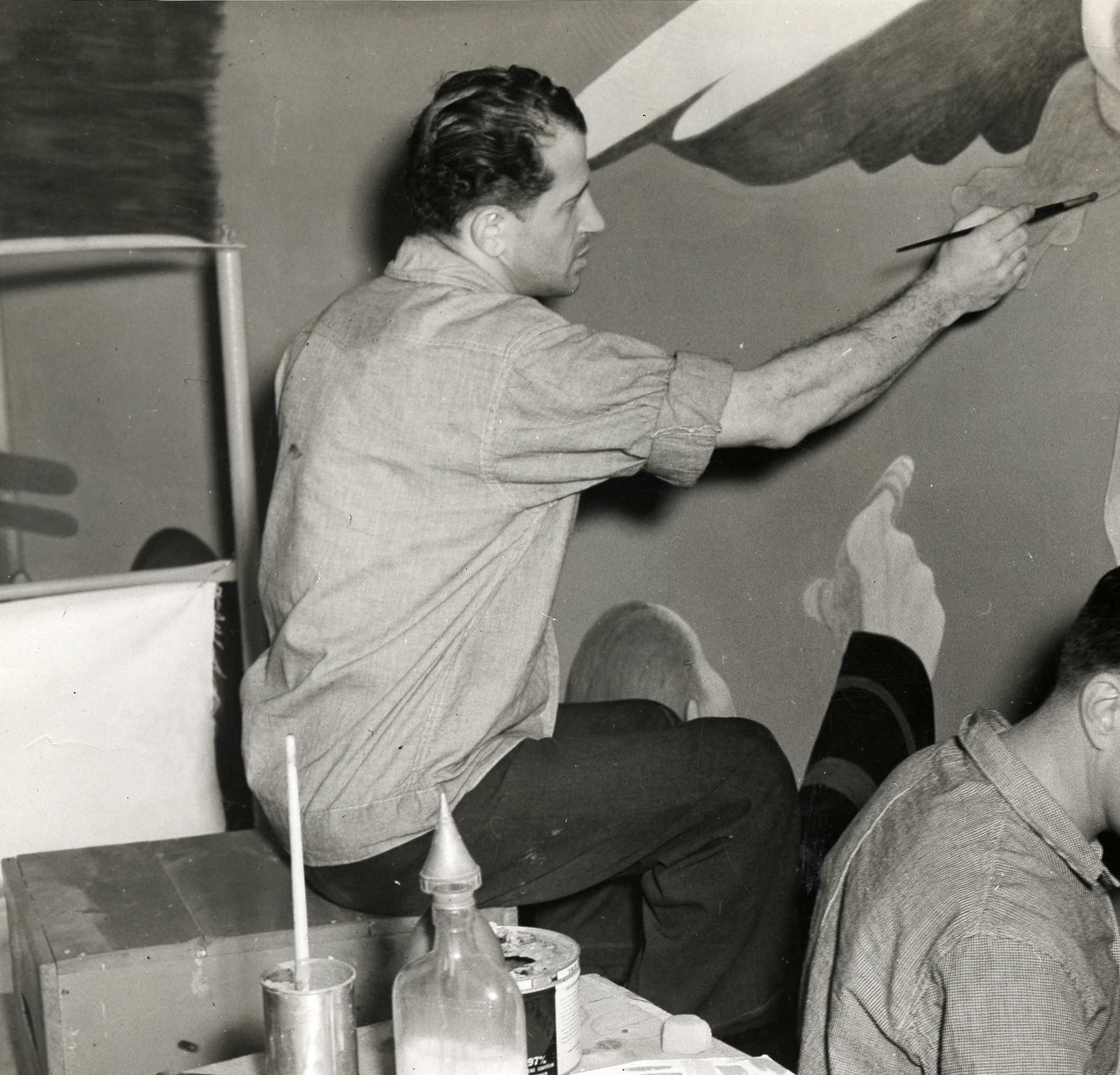
James Brooks 1940

 James Brooks  (* 18. März 1906 in St. Louis, (Missouri); † 9. März 1992 in East Hampton, New York) war ein US-amerikanischer Maler. Er gehörte zu den bedeutenden Vertretern des Abstrakten Expressionismus und war bekannt für seine Wandmalereien.

## Leben
James Brooks studierte von 1923 bis 1925 an der Southern Methodist University in Dallas, Texas. Im Jahr 1926 zog er nach New York um. Er setzte sein Studium 1927 bis 1930 an der Art Students League fort.
James Brooks war in New York ein Freund und Nachbar von Jackson Pollock und Lee Krasner auf Eastern Long Island. 1947 heiratete er die Künstlerin Charlotte Park.
Brooks begann mit der Ausstellung seiner Bilder, die erst in einem „social realist style“ entstanden, in zahlreichen Gruppenausstellungen im Raum New York in den frühen 1930er Jahren. Seine Malerei wurde abstrakter, so dass James Brooks zu den frühen Vertretern des Abstrakten Expressionismus zählt. Seine Malerei wird auch dem Lyrischen Expressionismus zugeordnet.
James Brooks hatte seine erste Einzelausstellung 1949 in der Peridot Gallery in New York. Im Jahr 1959 ist Brooks Teilnehmer der documenta 2 in Kassel. Seine Arbeiten wurden in zahlreichen Einzel- und Gruppenausstellungen weltweit gezeigt. Retrospektiven seiner Kunst fanden (unter anderem) 1963 im Whitney Museum of American Art in New York und 1972 im Dallas Museum of Fine Arts statt.
1973 wurde er in die American Academy of Arts and Letters gewählt.

## Werke in Museen und Sammlungen
- Brooklyn Museum New York
- Detroit Institute of Arts
- Solomon R. Guggenheim Museum
- Museum of Modern Art in New York
- Tate Gallery in London
- Whitney Museum of American Art in New York
- Museum of Fine Arts, Houston
- Art Institute of Chicago
- Boston Museum of Fine Art
- Dallas Museum of Art
- Metropolitan Museum of Art, New York
- Southern Methodist University, Dallas
- Archer M. Huntington Art Gallery, Austin